# June Foray
June Foray (født 18. september 1917, død 26. juli 2017) var amerikansk skuespillerinde og stemmekunstner.

## Udvalgt filmografi
- Askepot (1950)
- Lambert - den fromme løve (1952)
- Peter Pan (1953)
- Hvem snørede Roger Rabbit (1988)
- Rip, Rap og Rup på eventyr: Jagten på den forsvundne lampe (1990)
- Mulan (1998)

### Tv-serier
- The Twilight Zone (enkelt afsnit; 1963)
- Smølferne (104 afsnit; 1981–89)
- Bubbi Bjørnene (63 afsnit; 1985–91)
- Rip, Rap og Rup på eventyr (21 afsnit; 1987–90)
- Powerpuff Pigerne (enkelt afsnit; 2005)